# Églises fortifiées de Transylvanie
Les églises fortifiées de Transylvanie sont spécifiques aux villages saxons et sicules situés dans le sud-est de la Transylvanie. Autrefois au nombre d'environ 300, les églises fortifiées de Transylvanie ont joué un rôle à la fois religieux et militaire pendant plus de cinq siècles. Comptant environ 150 édifices au début du XXIe siècle, les églises fortifiées de Transylvanie se trouvent au cœur de l'un des plus denses systèmes de fortifications médiévales bien préservées du continent européen.

## Histoire
Les Sicules s'installent en tant que garde-frontières dans le sud-est de la Transylvanie au cours du XIe siècle. Les villages saxons de Transylvanie sont apparus à partir du milieu du XIIe siècle, lorsque le roi Géza II installa des colons allemands dans la région afin de protéger les frontières orientales du royaume de Hongrie des invasions coumanes. À la suite de l'arrivée des Chevaliers Teutoniques dans la région au début du XIIIe siècle et conformément aux accords conclus avec les rois de Hongrie, les Allemands obtinrent un statut particulier parmi les populations de la province et leur civilisation parvint à survivre, formant une forte communauté de fermiers, d'artisans et de marchands. Étant situés dans une région constamment sous la menace des invasions ottomanes et tatares, ils ont construit des fortifications de tailles variées. Les villes les plus importantes furent entièrement fortifiées et les plus petites communautés créèrent des fortifications autour de leur église à laquelle elles ajoutèrent des tours défensives. A l'abri de ces enceintes fortifiées, des logements furent aménagées pour servir de refuge aux citadins ainsi que des magasins permettant de conserver leurs biens de valeurs et de les aider à soutenir de longs sièges.
La Transylvanie méridionale est un plateau coupé par les vallées de nombreuses petites rivières qui se jettent dans de plus larges, soient l'Olt, le Mureș, la Târnava Mică et la Târnava Mare. Les villages suivent au plus près la topographie pour en obtenir le meilleur ; aussi les villages situés dans une vallée se sont développés autour d'une rue centrale et parfois de quelques rues secondaires, tandis que ceux situés sur un terrain plus plat suivent un modèle plus lâche et radial. En raison des préoccupations de sécurité et des traditions des Saxons, les villages sont compacts.

## Description

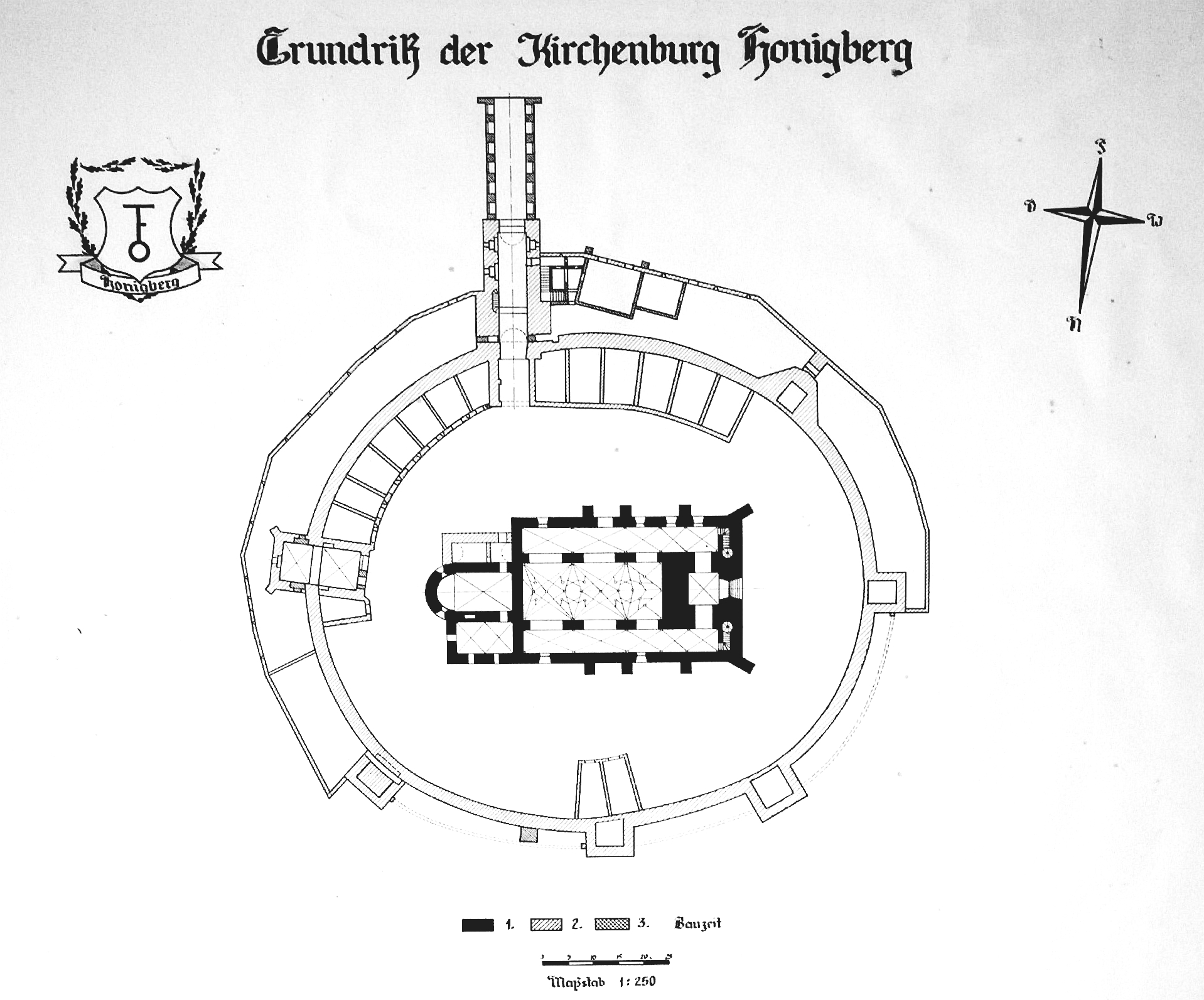
Plan de la fortification de Hărman

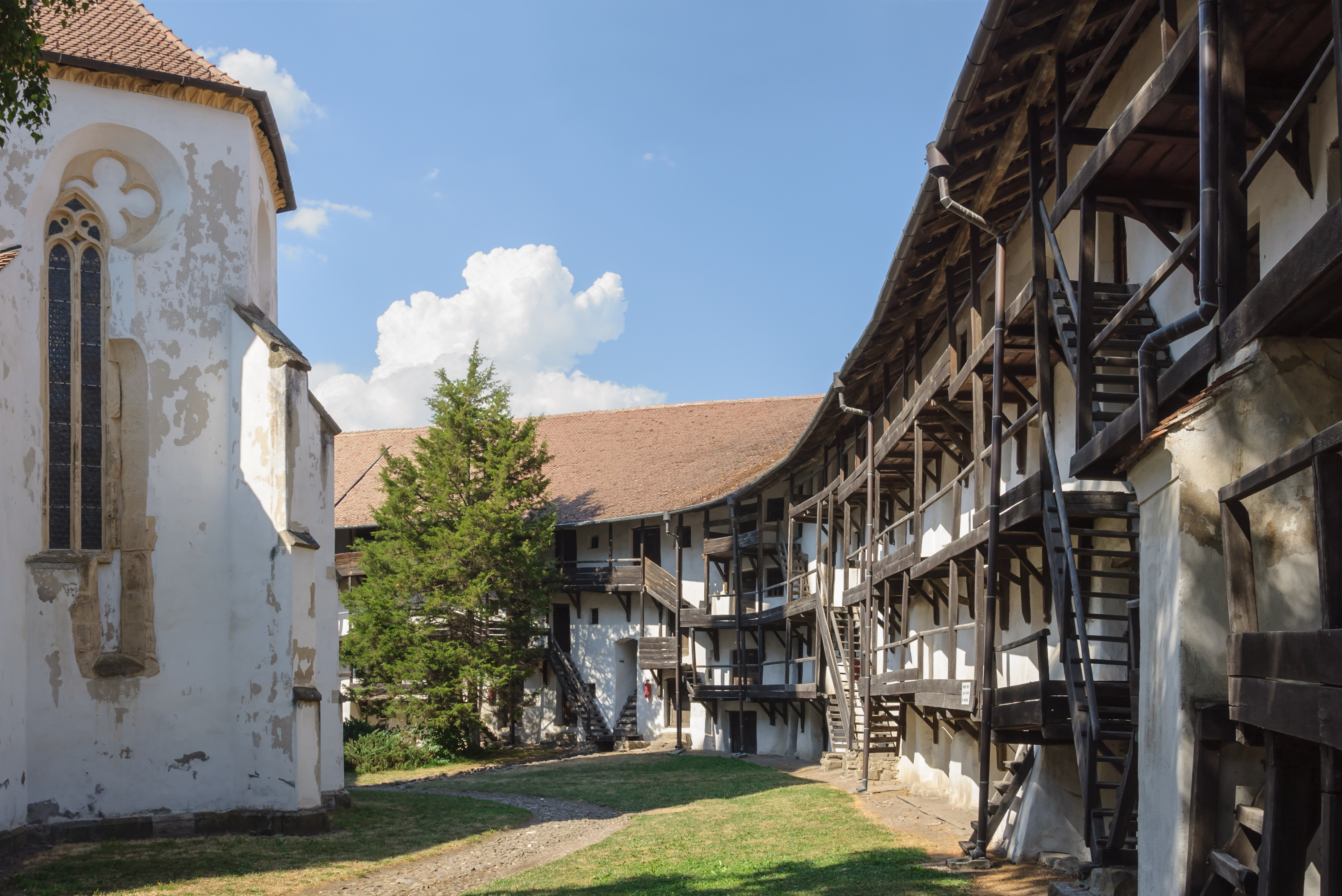
Les chambres/magasins des villageois dans l'enceinte de la fortification de Prejmer. Du côté gauche on voit les contreforts de l'église.

Le bâtiment principal des villages saxons et sicules est l'église, toujours située au centre du village. Quelques-unes des églises construites par les Allemands au XIIIe siècle, comme celles construites par la suite par les sicules, ont été fortement influencées par le style des édifices construits par les cisterciens à Cârța et à Igriș. Les églises ont été fortifiées à partir du XIIIe siècle et elles ont joué un rôle défensif jusqu'en 1788, date de la dernière incursion ottomane en Transylvanie.
Différents types de fortifications peuvent être observés : il y a des églises dont la tour a été transformée en donjon (comme c'est le cas de l'église de Rotbav) ou des églises prévues avec des véritables chemins de ronde (soit de tous les côtés de l'église, comme à Cloașterf, soit uniquement du côté du chœur, comme à Șura Mare) ; il y a des églises fortifiées entourées par une enceinte comme à Dârjiu ; il y a des églises peu (ou pas) fortifiées, mais entourées par une petite enceinte et par quelques tours (comme à Cincșor), par une vraie muraille (comme à Codlea ou à Dealu Frumos) ; en fin, il y a des vraies forteresses avec plusieurs rangées de murs d'enceinte (comme à Biertan).
Quelques-unes des églises prévues avec des murs d'enceinte pouvaient faire face à des sièges prolongés, tout en accueillant l'entière population du village. Ainsi, comme c'est le cas à Prejmer ou à Sânpetru, les fortifications sont prévues avec des pièces qui en temps de paix servaient de magasins et en temps de guerre accueillaient la communauté locale.
Les églises ont toujours été faites de pierre et, lors d'une attaque, elles ont donc été transformées en refuges. Dans un deuxième temps, des murs et des tours ont été construits pour offrir plus d'espace et une sécurité accrue. Ceci explique les multiples fonctions de l'église et de la fortification.
Les églises ont été adaptées à leurs fonctions défensives ; toutes sont soit des basiliques d'architecture romane ou des églises à nef unique d'architecture gothique tardive. Quelques-unes, telles que les églises de Ghelința ou de Mălâncrav, abritent des fresques gothiques de grande valeur du XIVe siècle.
Les églises comportent beaucoup de rajouts, comparativement à la période historique du Moyen Âge tardif, qui a vu leur édification jusqu'au XVIe siècle. Beaucoup d'églises comportent également des éléments de la période  baroque, du fait que ce style était très populaire dans la région.
Dans la plupart des cas, l'église est située dans une position facilement défendable, en général au sommet d'une colline. Les éléments de fortifications trouvés dans les villes principales de la région ont été adaptés aux sites villageois, et on y voit un témoignage des techniques de construction utilisées au long de ces années par la communauté des Saxons de Transylvanie. Quelques fortifications comportent des tours d'observation, certaines étant des tours d'église adaptées aux besoins d'une forteresse. Les matériaux utilisés sont traditionnellement la pierre et la brique rouge, avec de l'argile rouge pour couvrir les tuiles, ce qui constitue une spécificité de la région.
Près de l'église se trouve la place principale du village ou Tanzplaz (Place de Danse), autour de laquelle la vie sociale gravite. Les seules constructions situées à proximité des fortifications sont les édifices communs : l'école ou la mairie. Le presbytère, ainsi que les maisons des villageois les plus riches, sont situés autour de cette place. En outre, dans la plupart des sites, des granges pour le stockage du grain sont situées près du centre du village.

## Liste
Actuellement, un village sicule et six anciens villages saxons sont inscrits dans la Liste du patrimoine mondial de l'UNESCO :
| Nom                               | județ              | Dénomination selon l'UNESCO                                         |
| Biertan allemand: Birthälm        | Sibiu              | Site de Biertan avec son église fortifiée et une partie de la ville |
| Câlnic allemand: Kelling          | Alba               | Câlnic                                                              |
| Dârjiu hongrois: Székelyderzs     | Harghita / Hargita | Dârjiu                                                              |
| Prejmer allemand: Tartlau         | Brașov             | Prejmer                                                             |
| Saschiz allemand: Keisd           | Mureș              | Saschiz                                                             |
| Valea Viilor allemand: Wurmloch   | Sibiu              | Valea Viilor                                                        |
| Viscri allemand: Deutschweißkirch | Brașov             | Viscri                                                              |

## Galerie

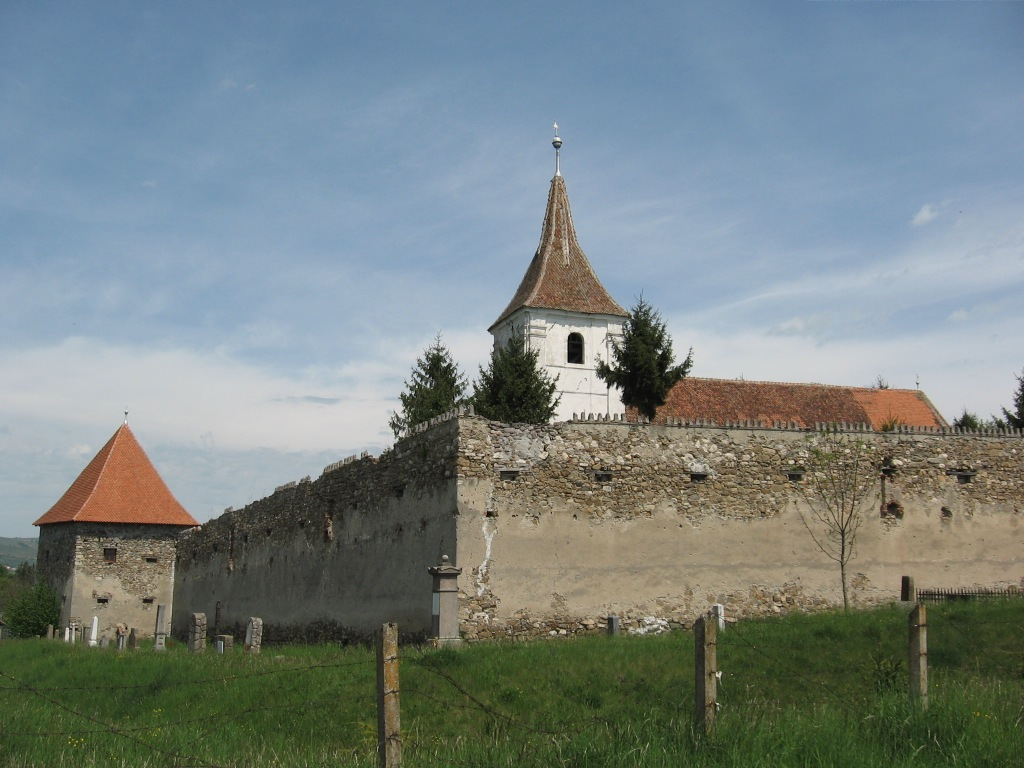
Aita Mare (Nagyajta)
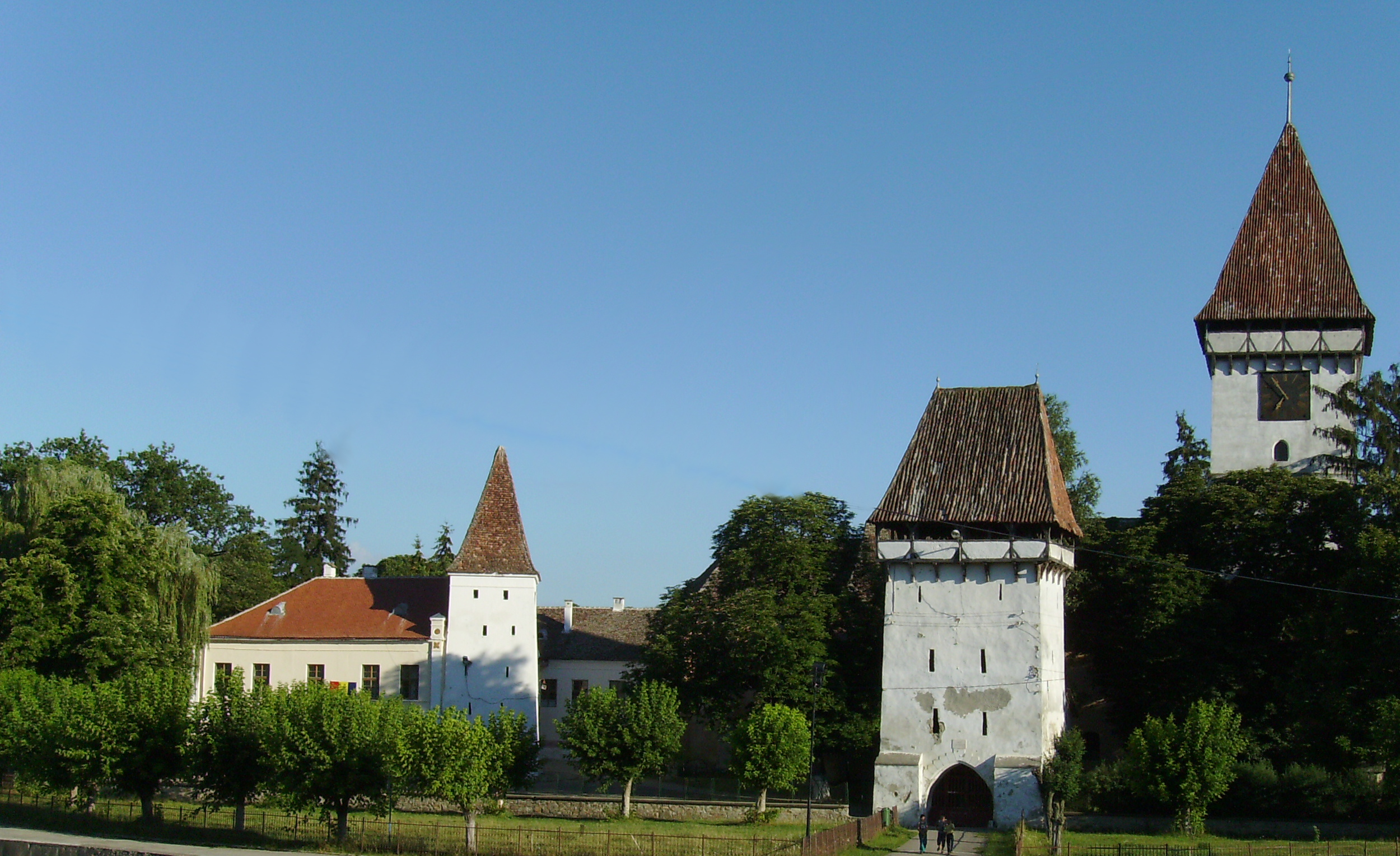
Agnita
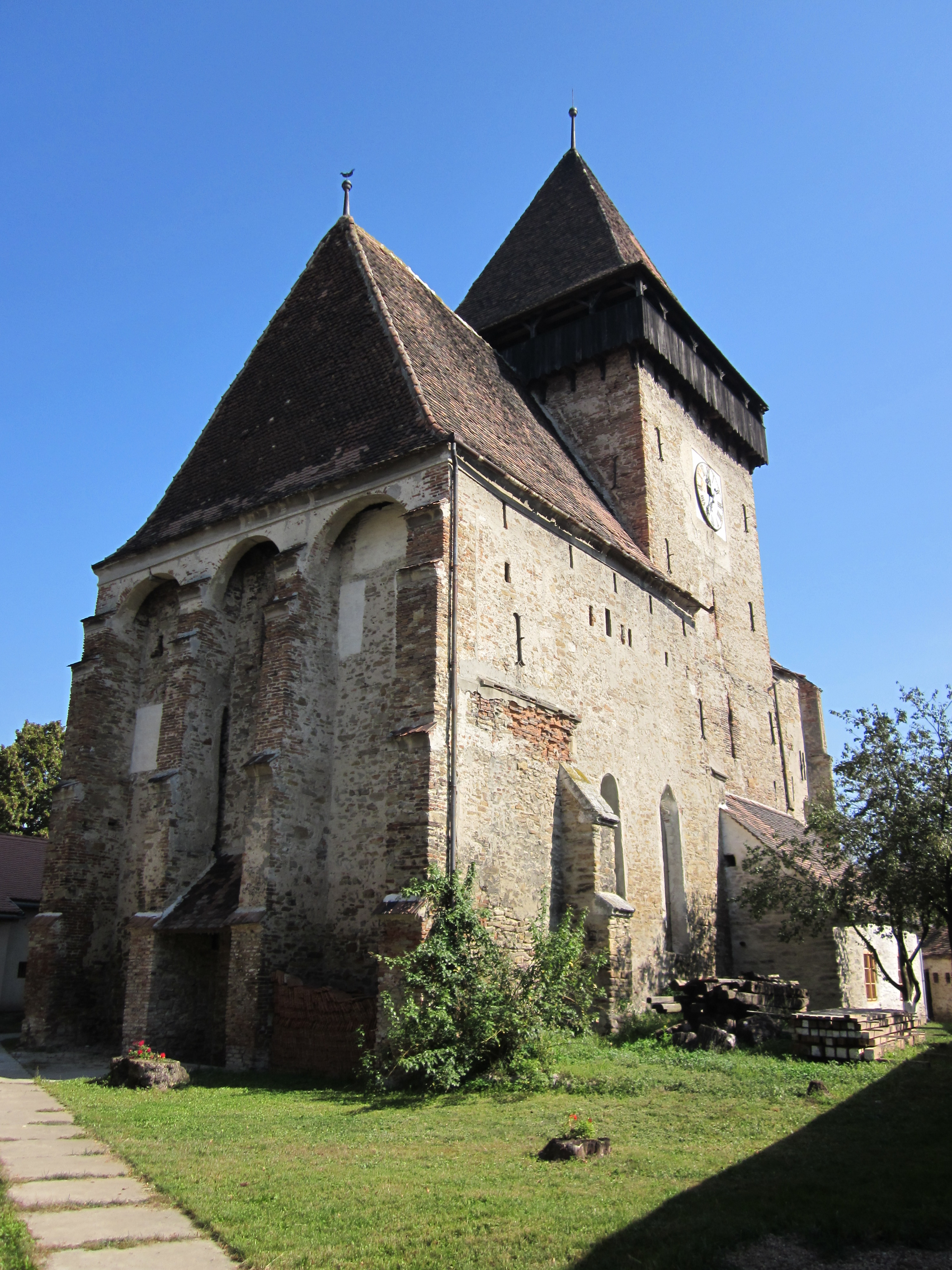
Axente Sever
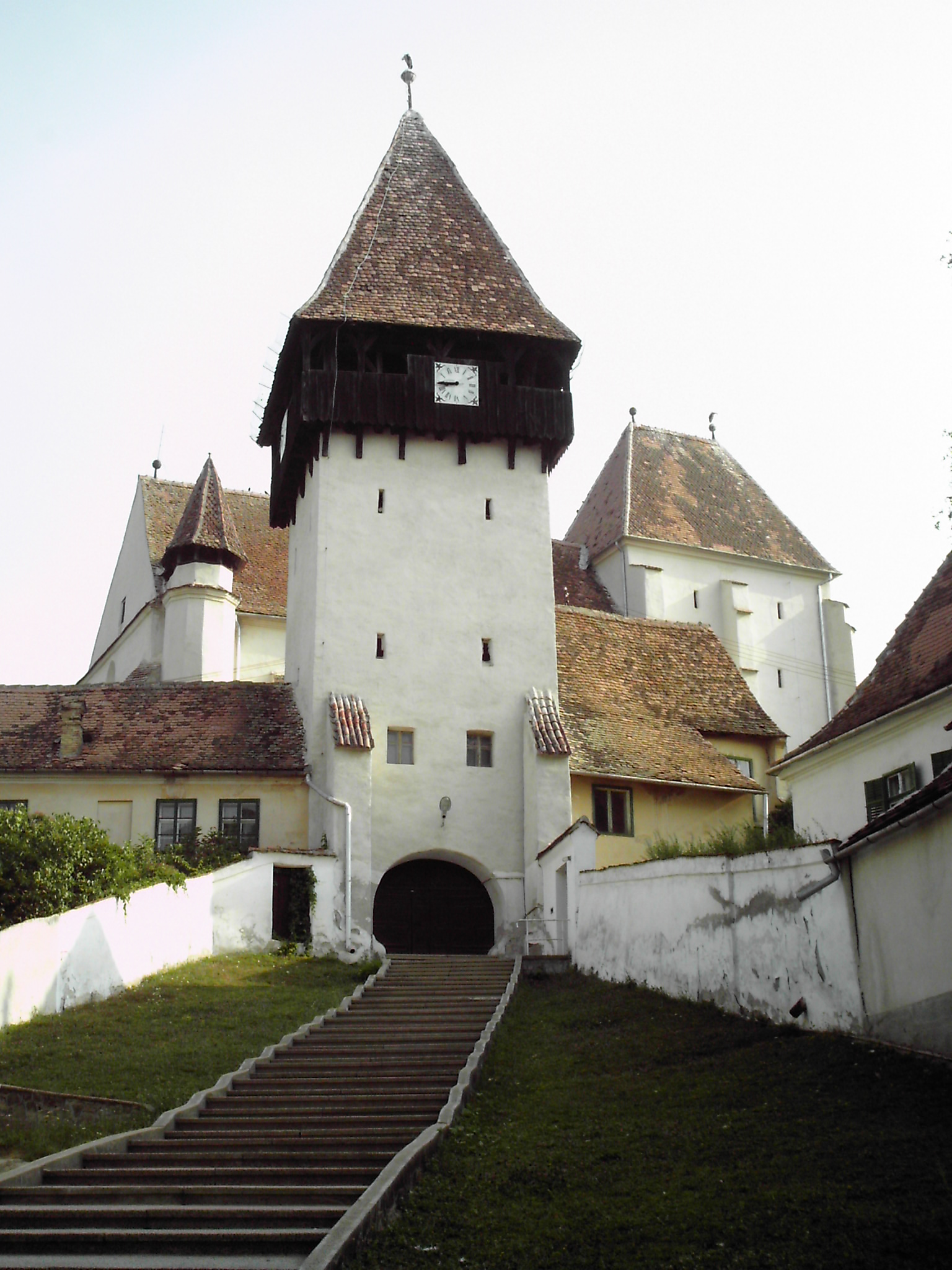
Bazna
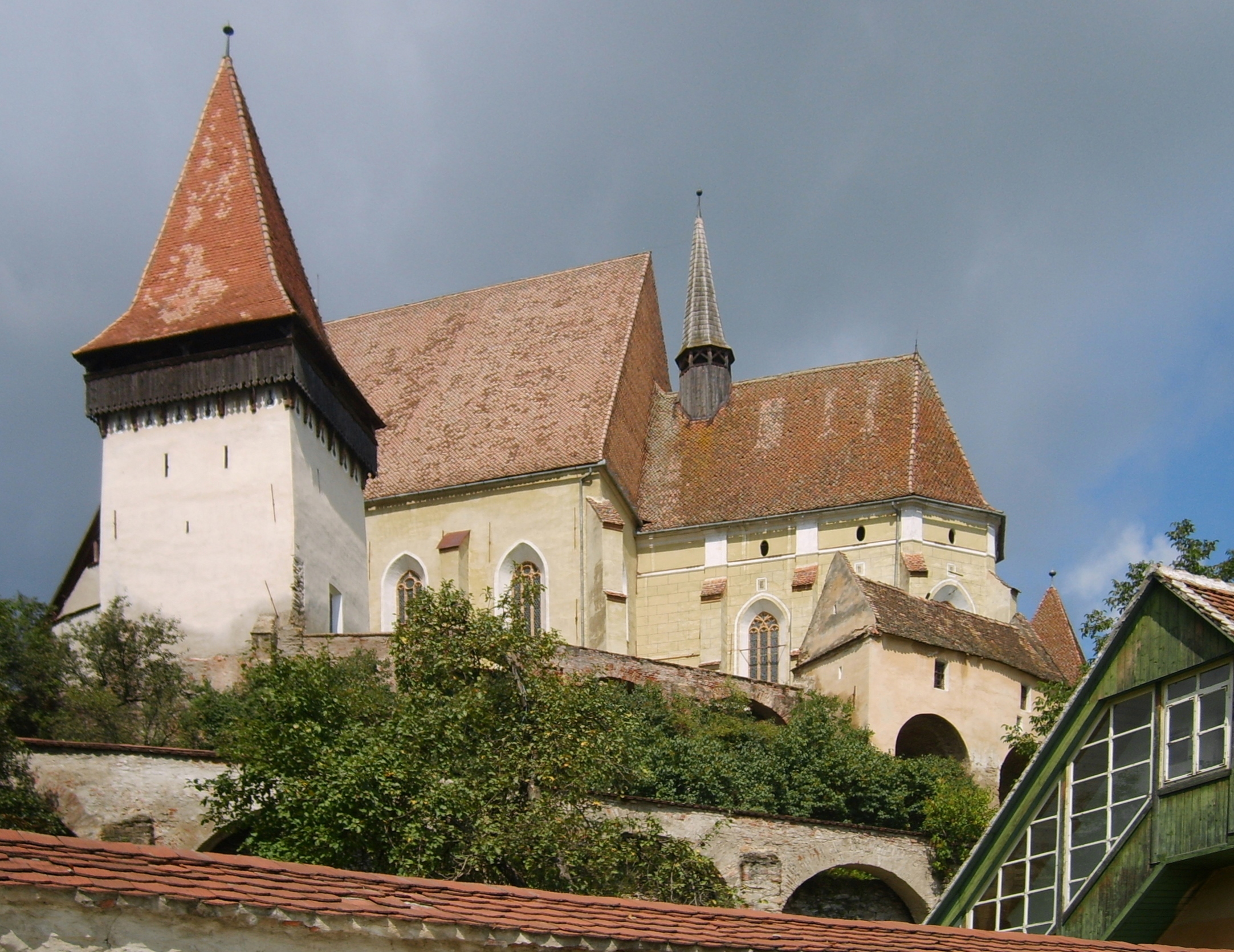
Biertan
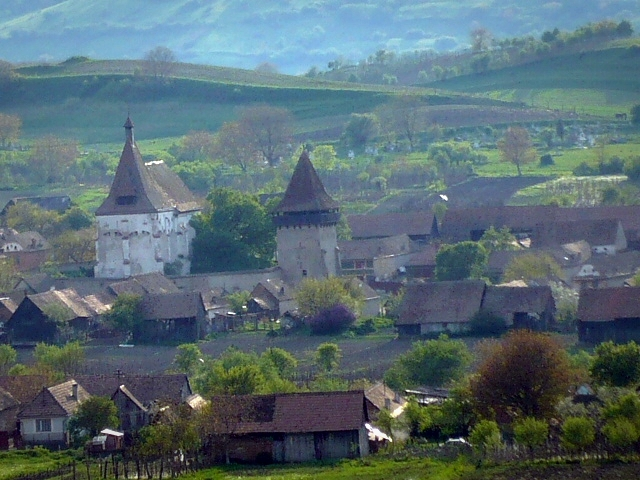
Boian
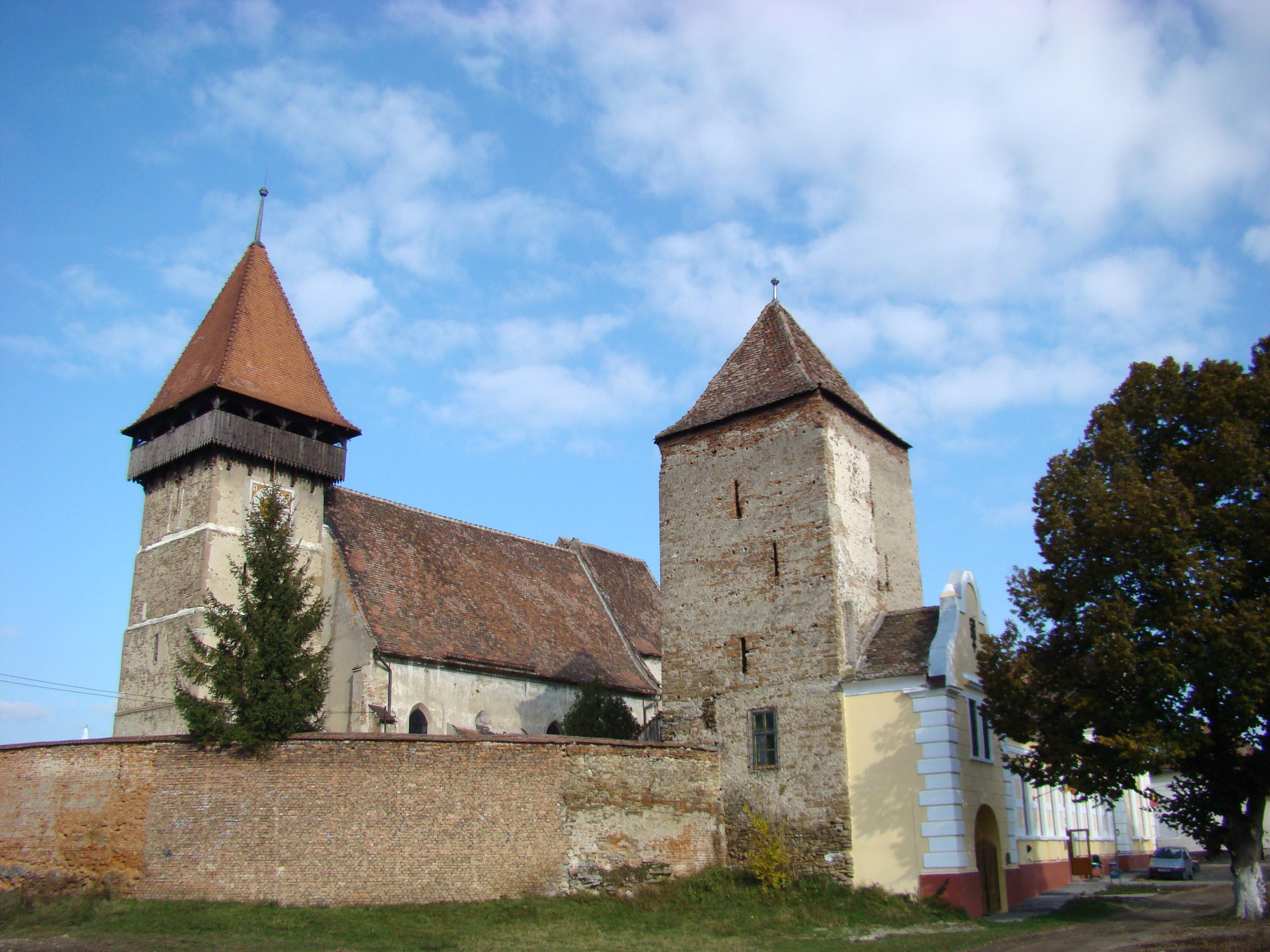
Brateiu
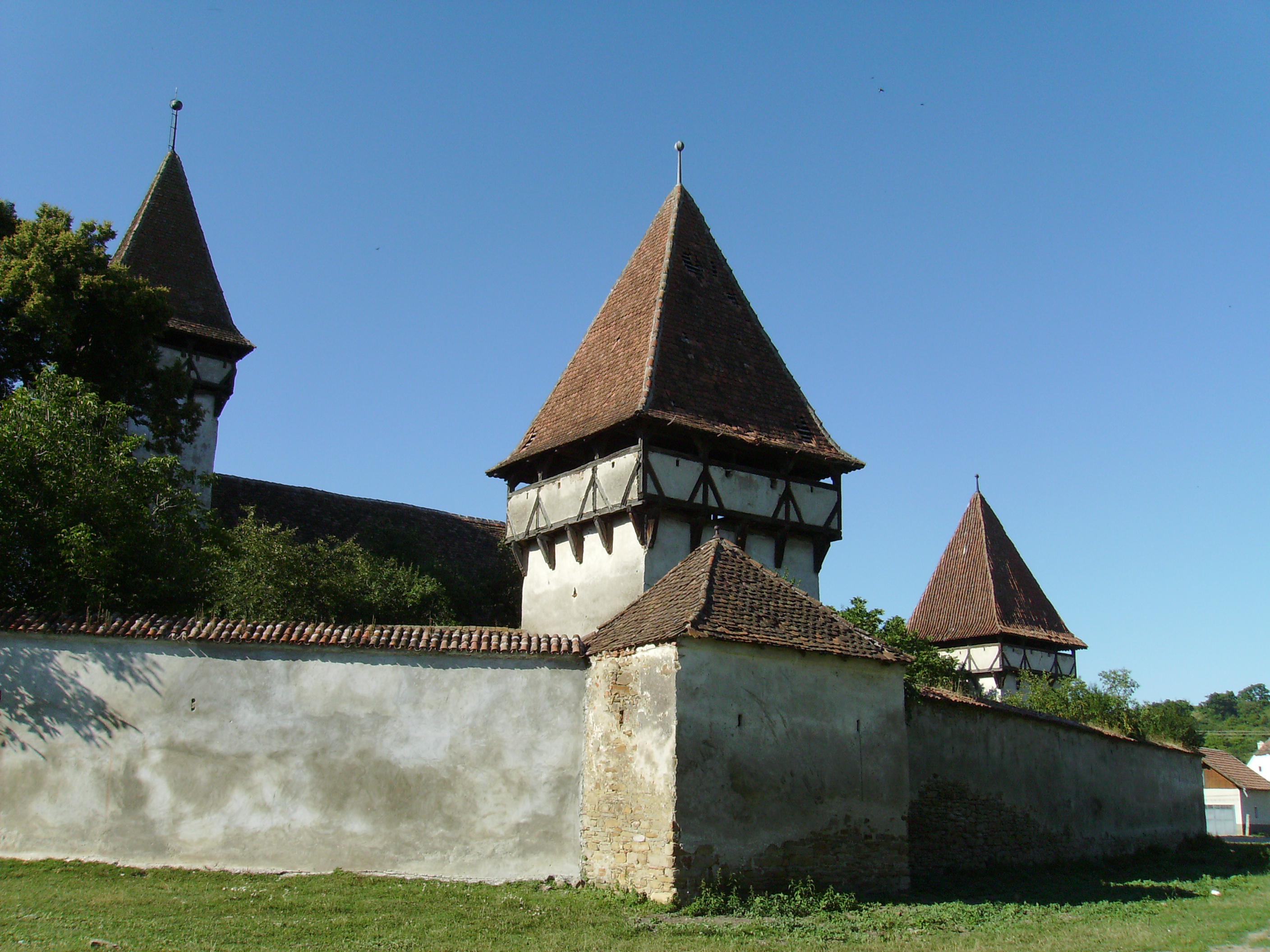
Cincșor
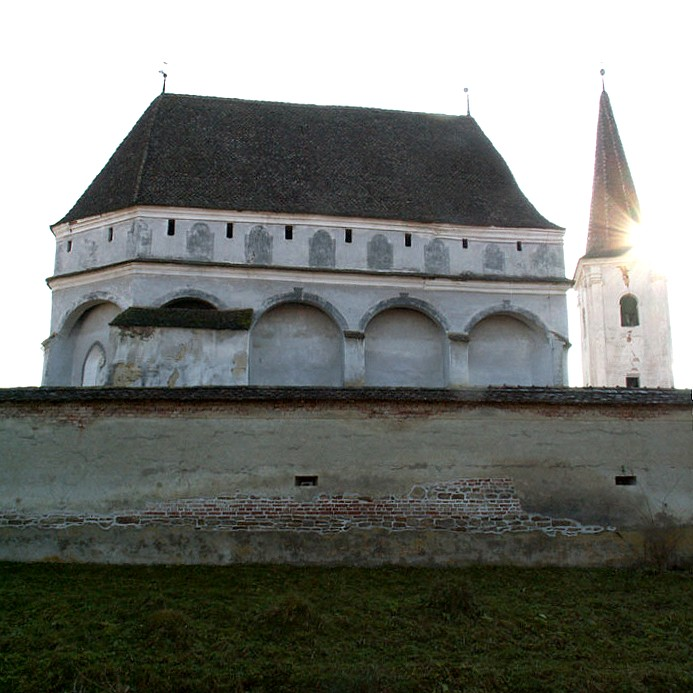
Cloașterf
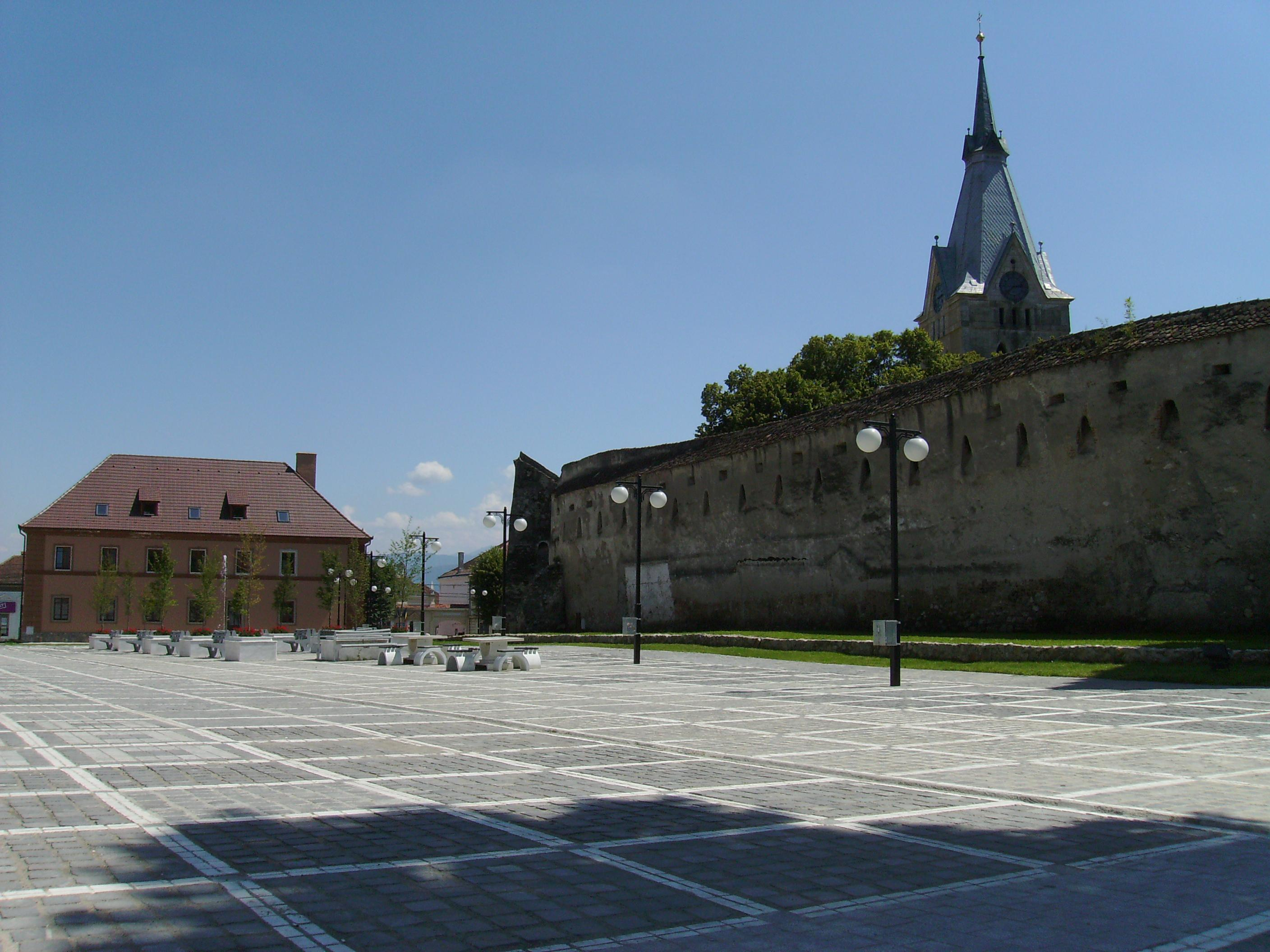
Codlea
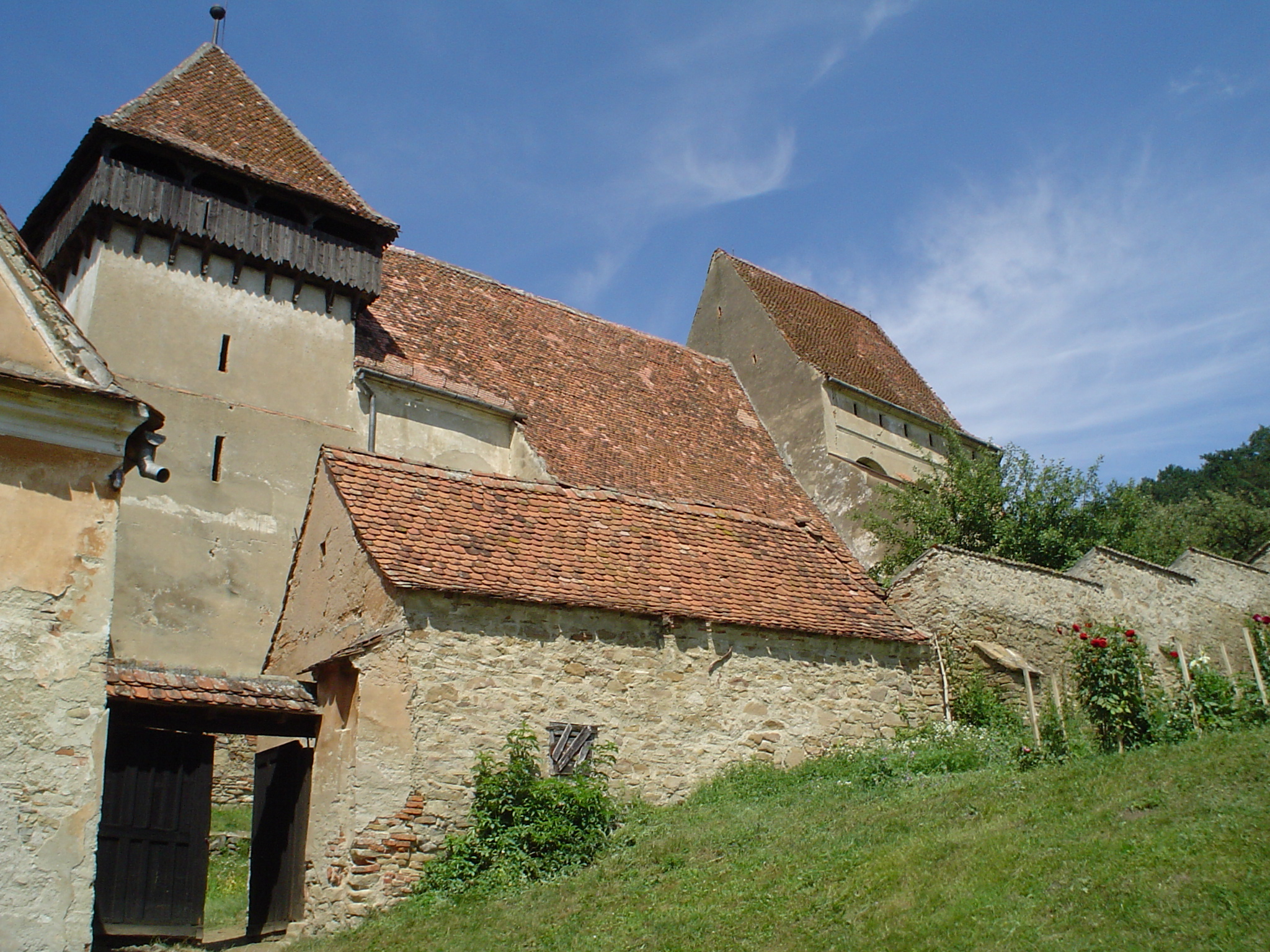
Copșa Mare
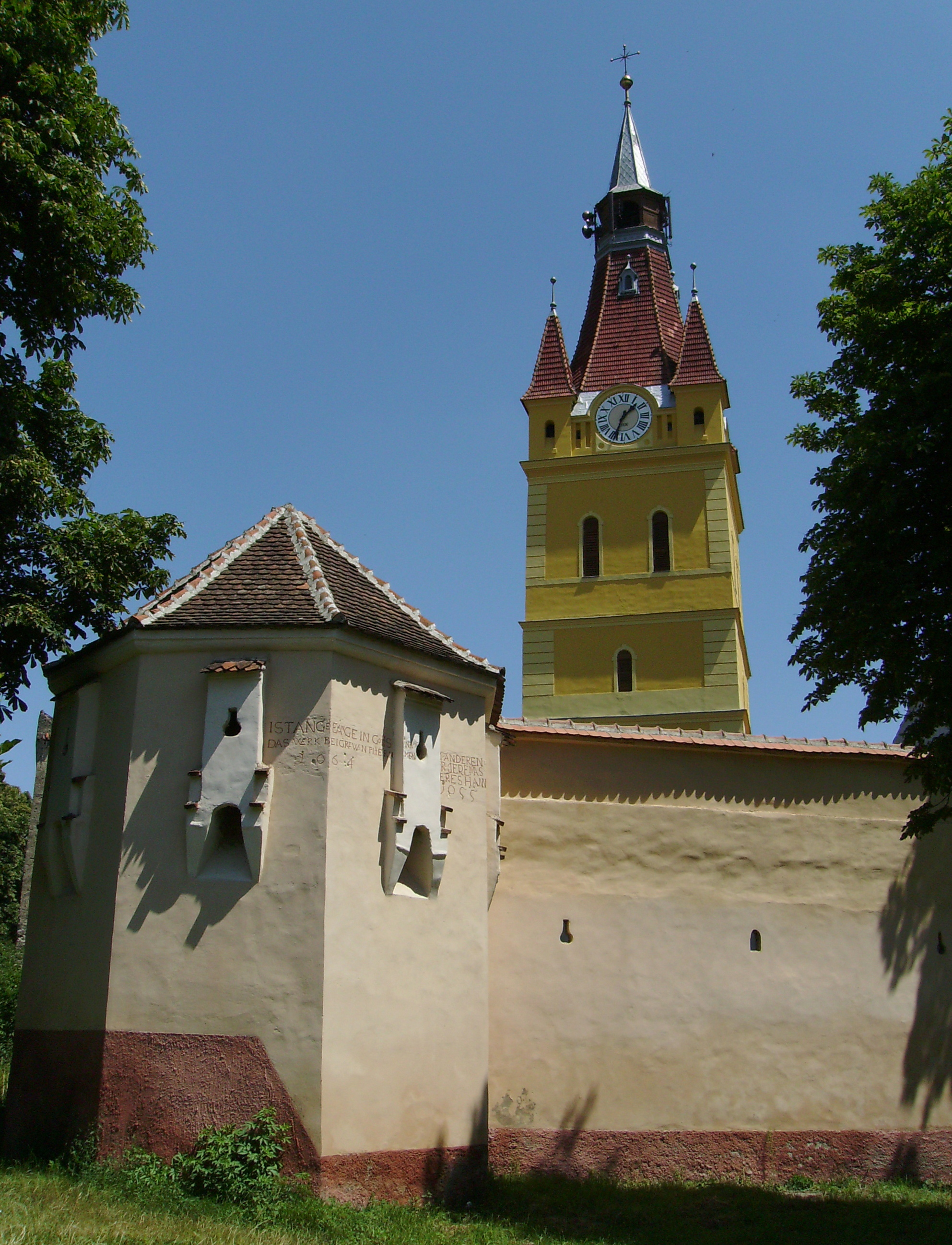
Cristian (Brașov)
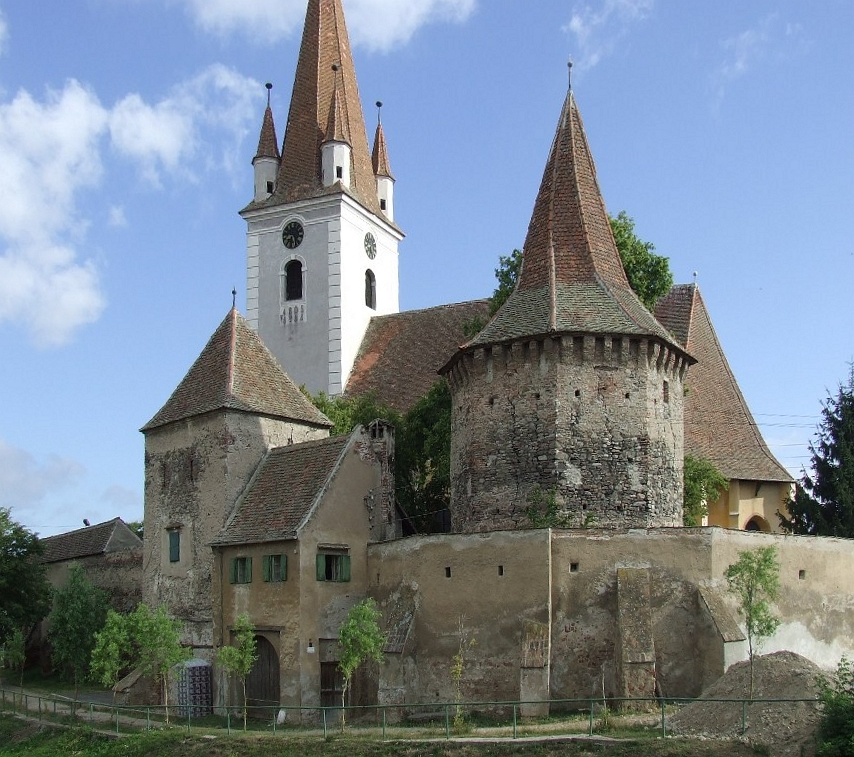
Cristian (Sibiu)
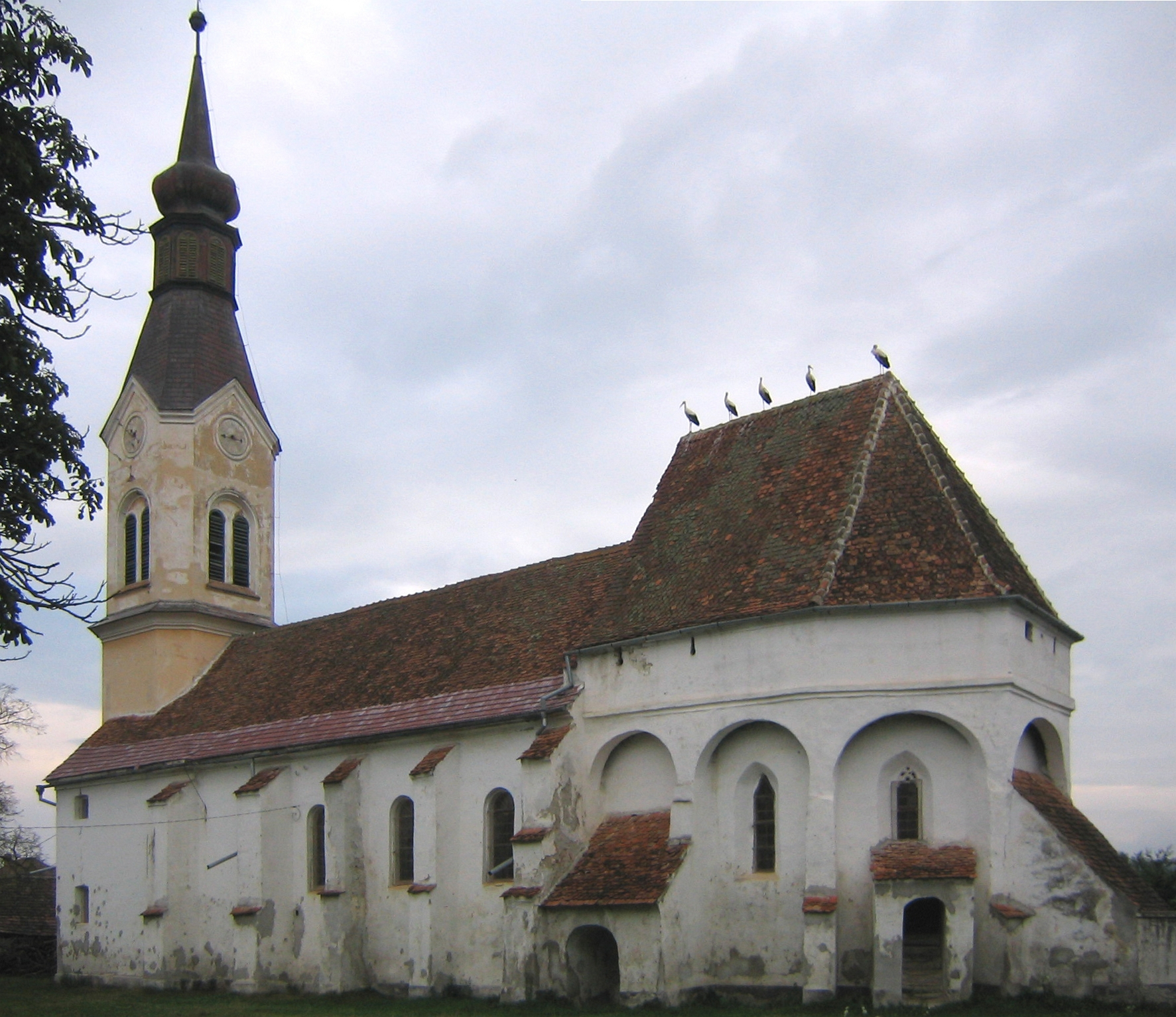
Dacia
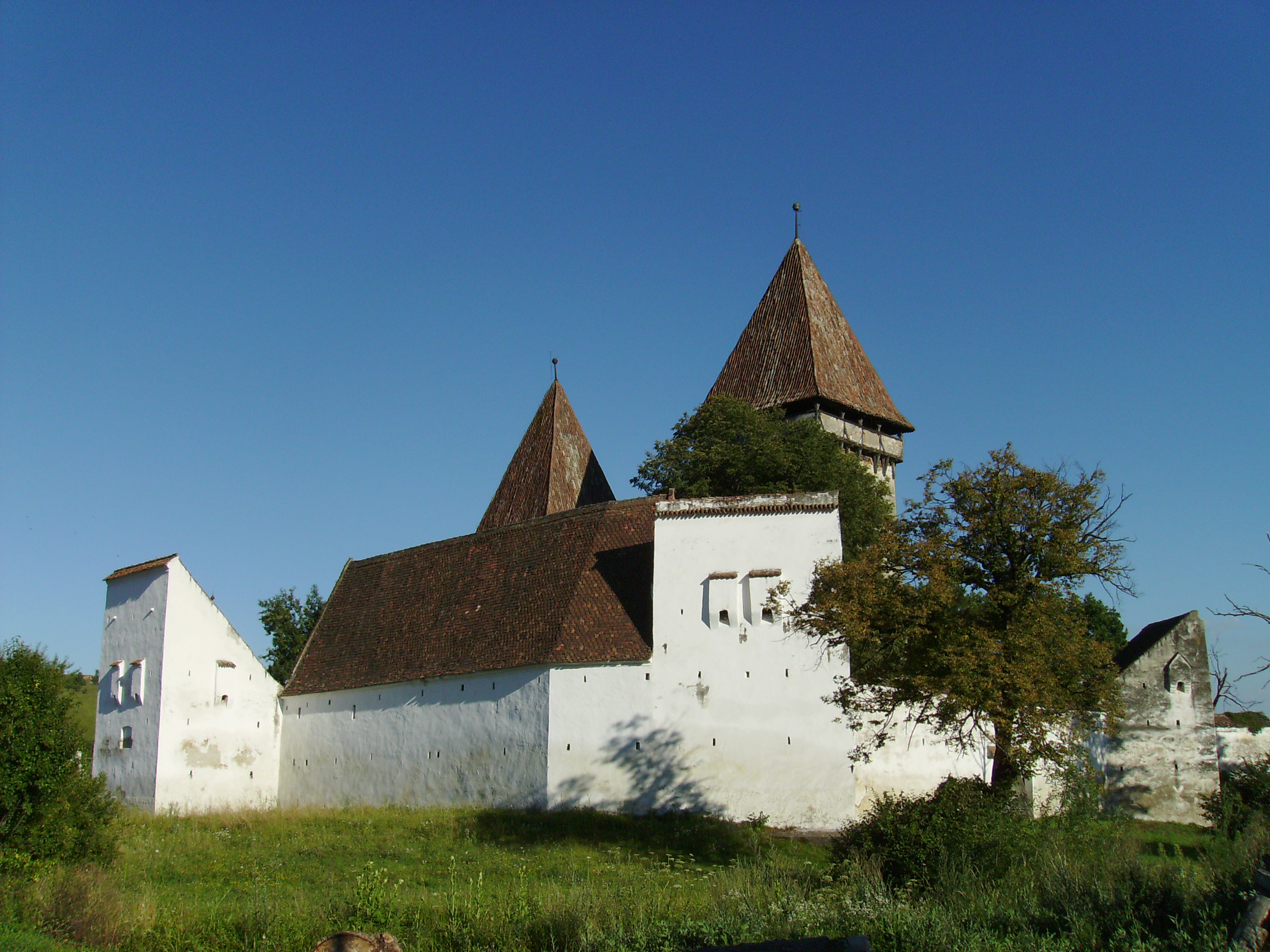
Dealu Frumos
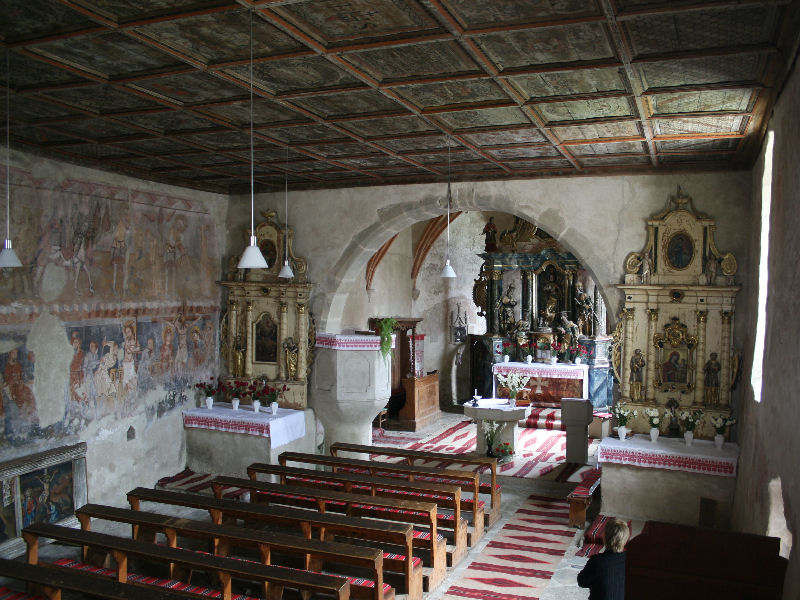
Intérieur de l'église de Ghelința (Gelence)
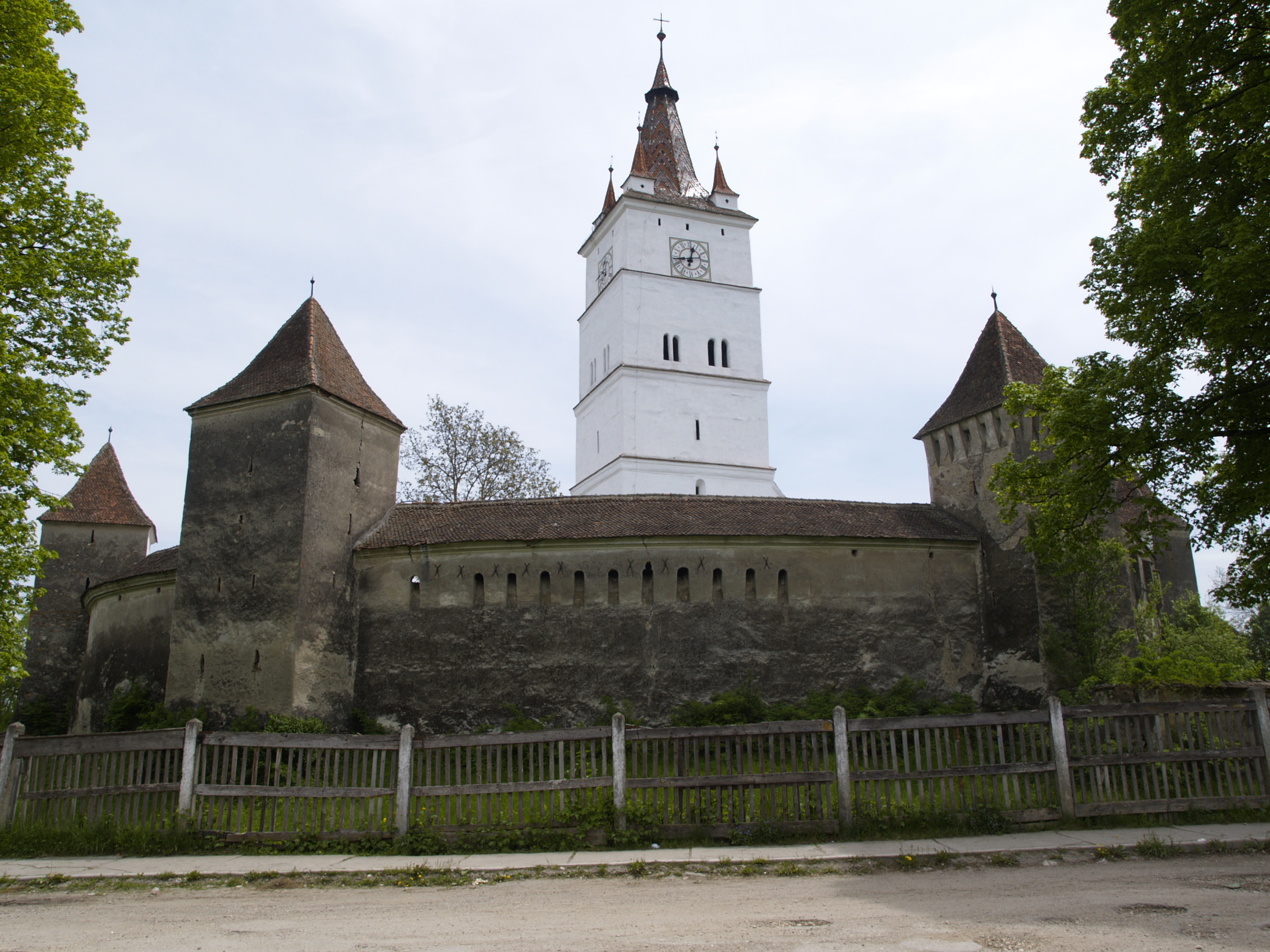
Hărman
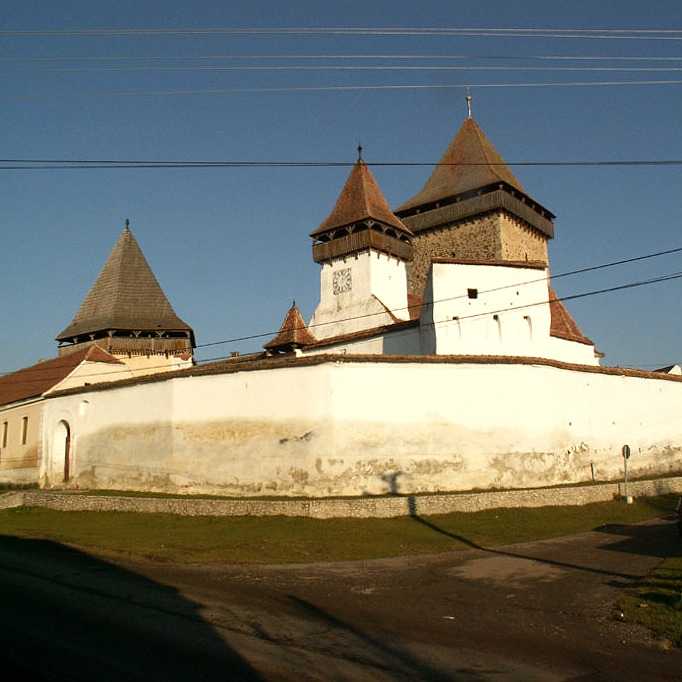
Homorod
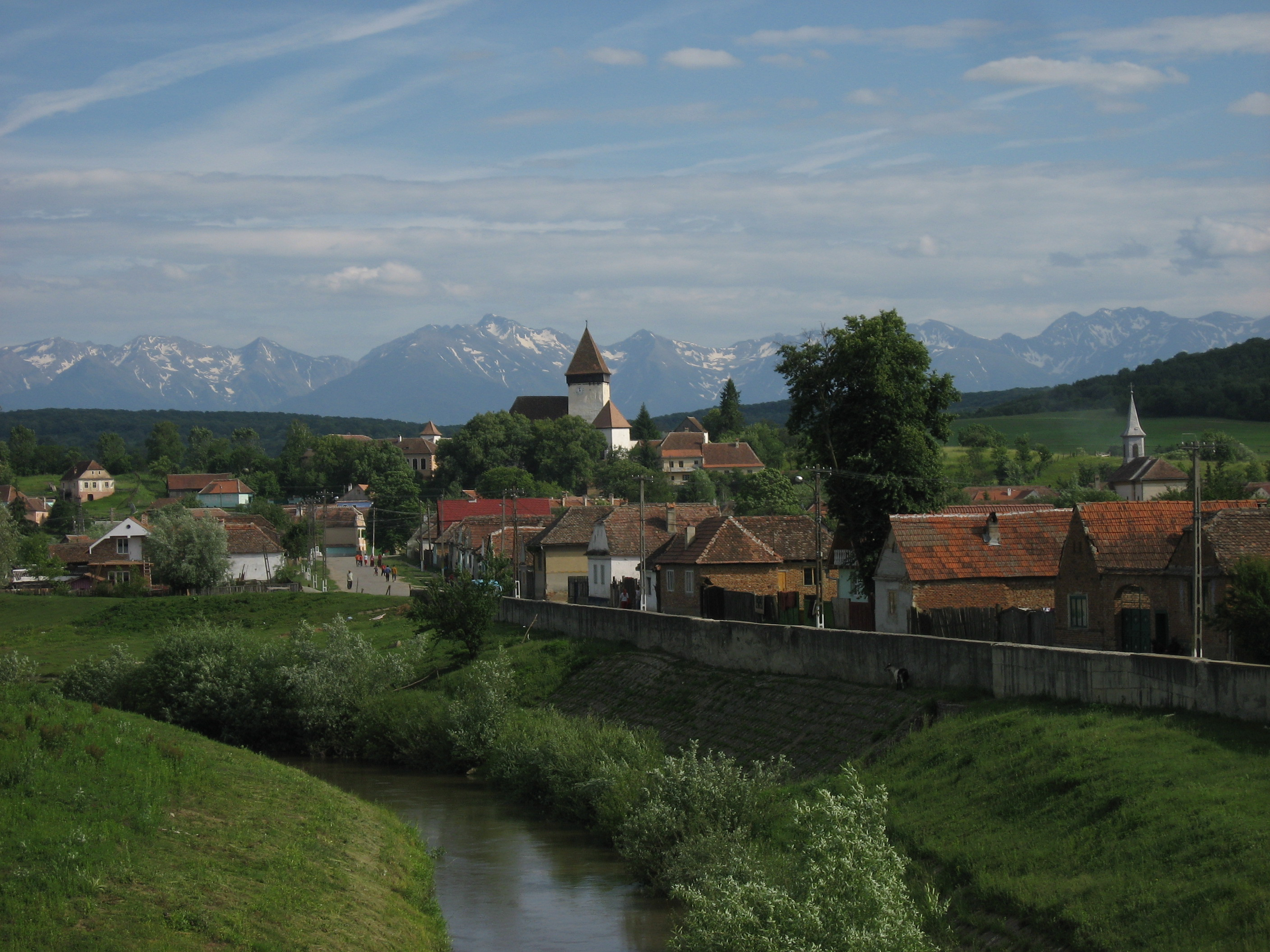
Hosman
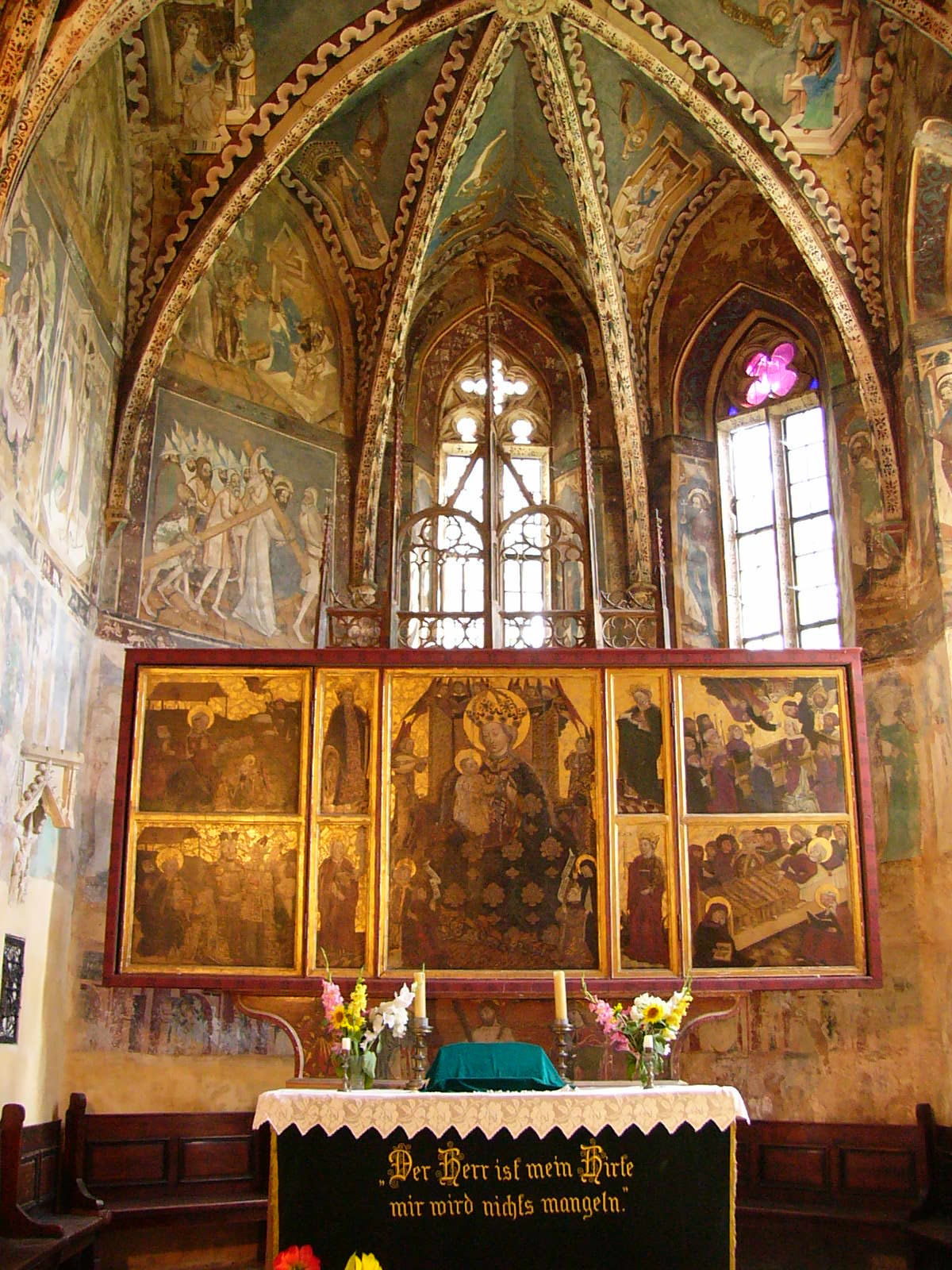
Fresque de l'église fortifiée de Mălâncrav
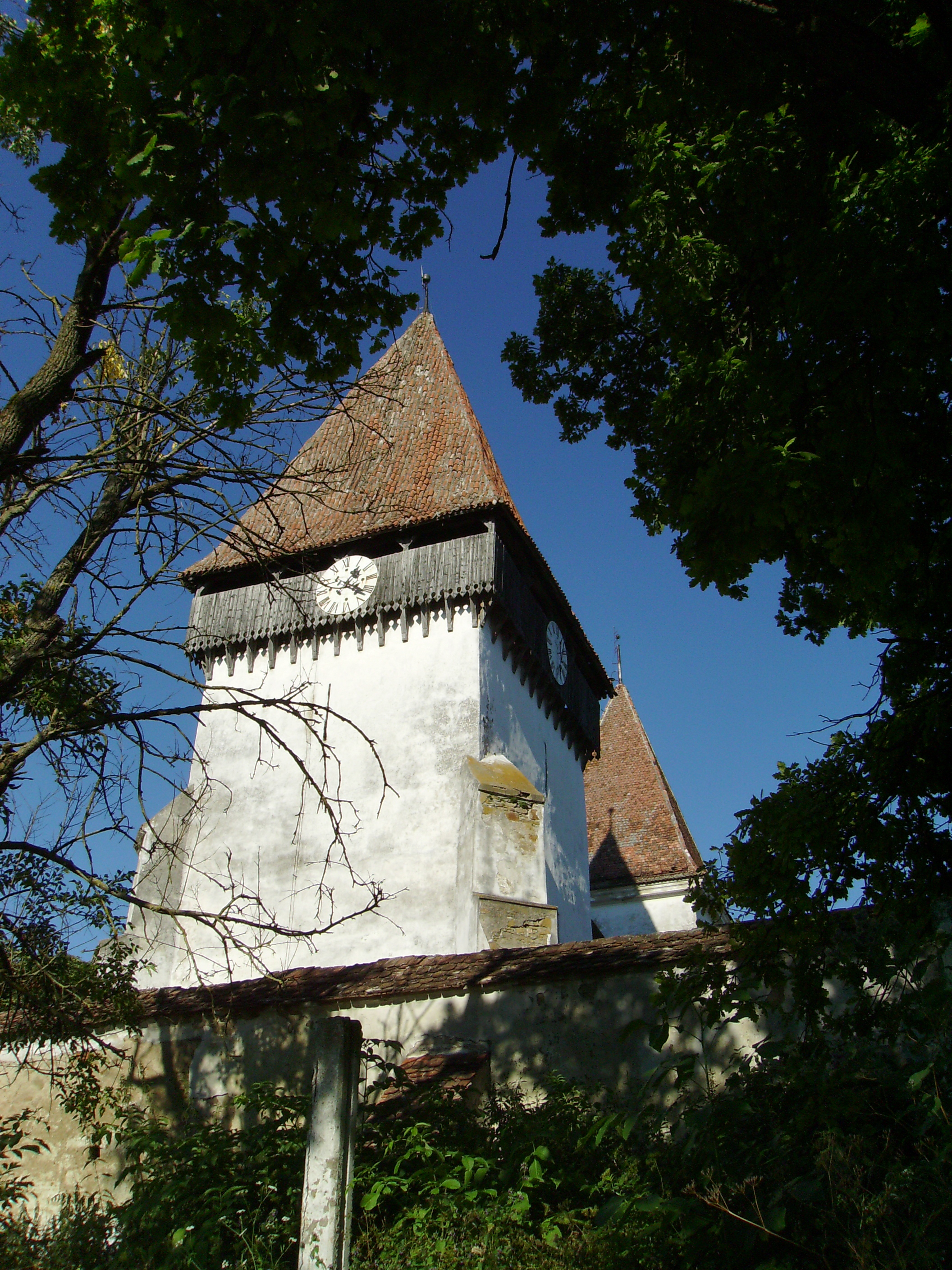
Merghindeal
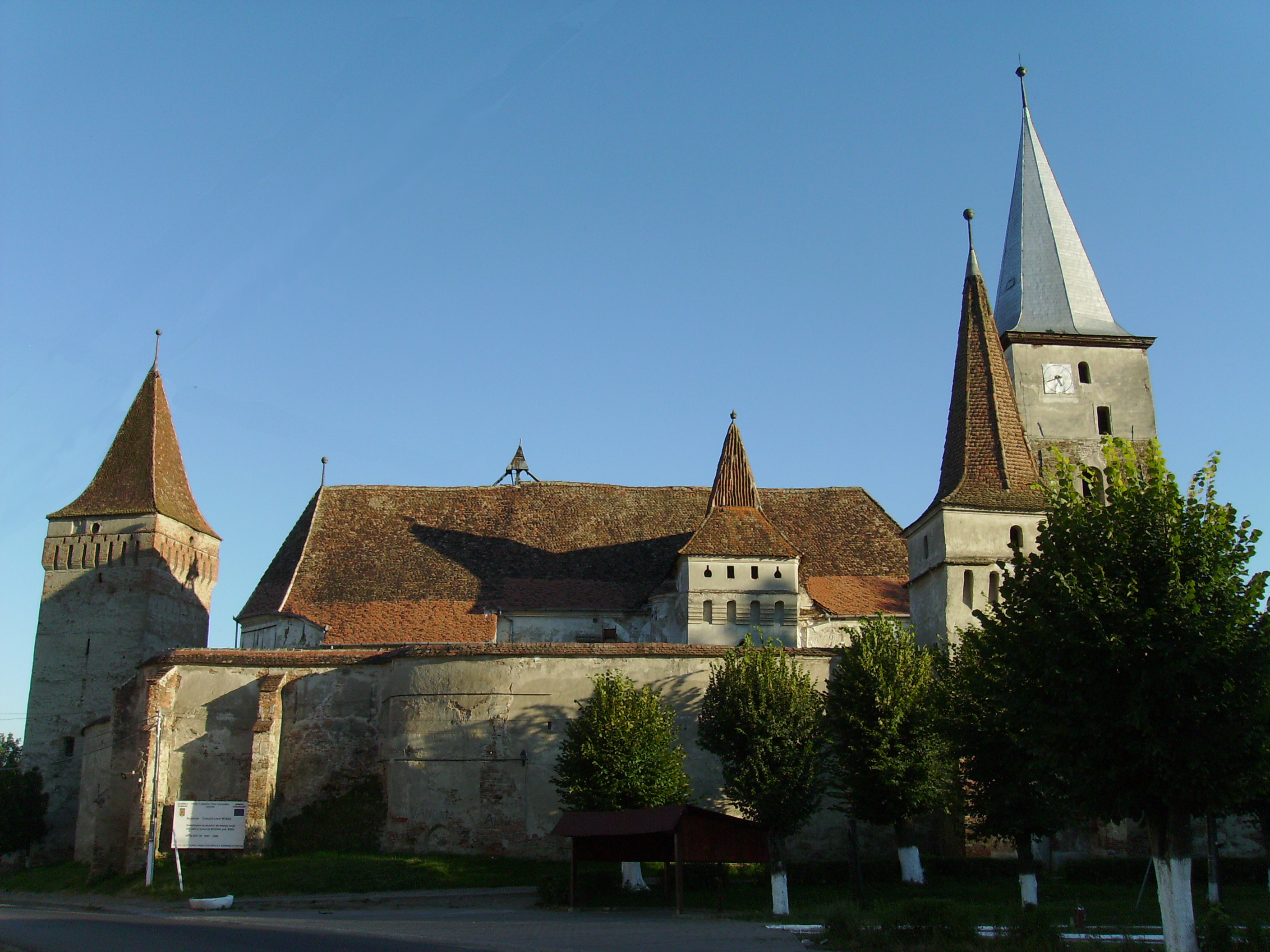
Moșna
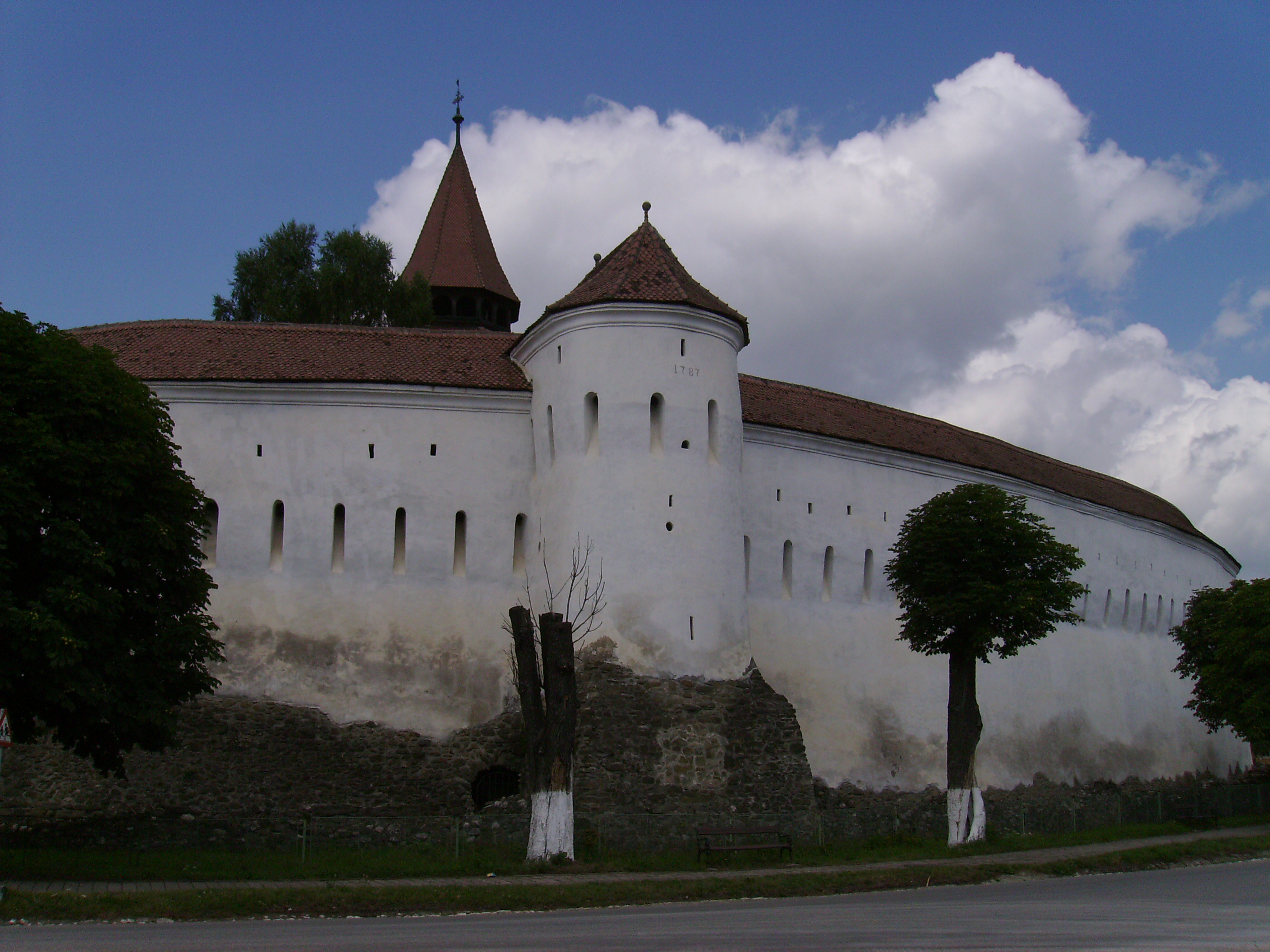
Prejmer - remparts
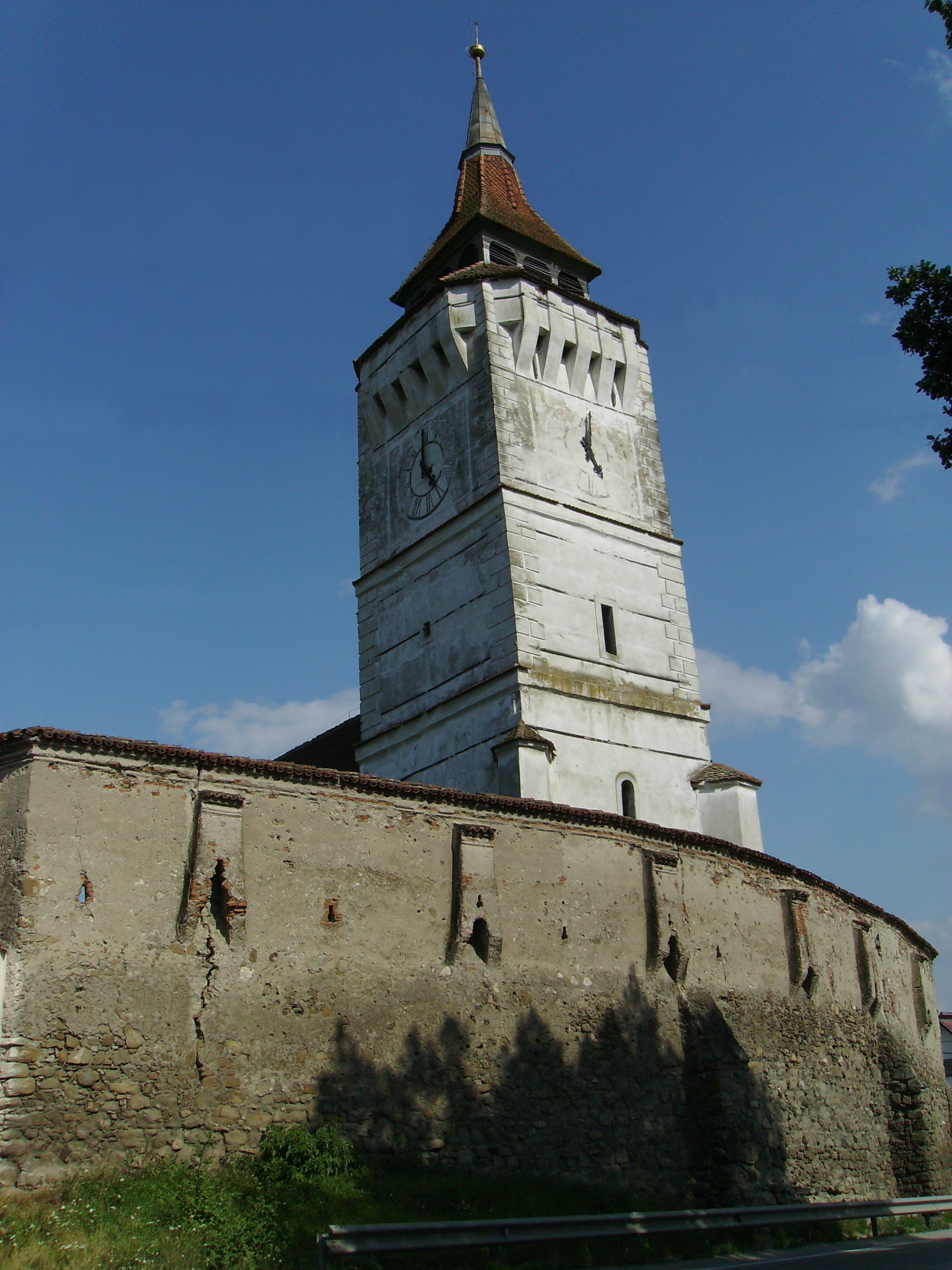
Rotbav
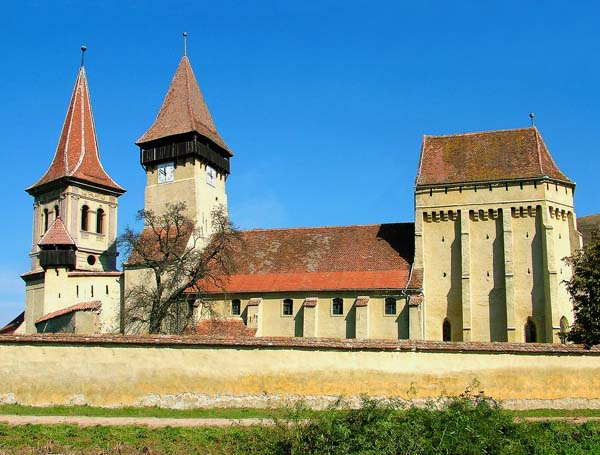
Șeica Mică
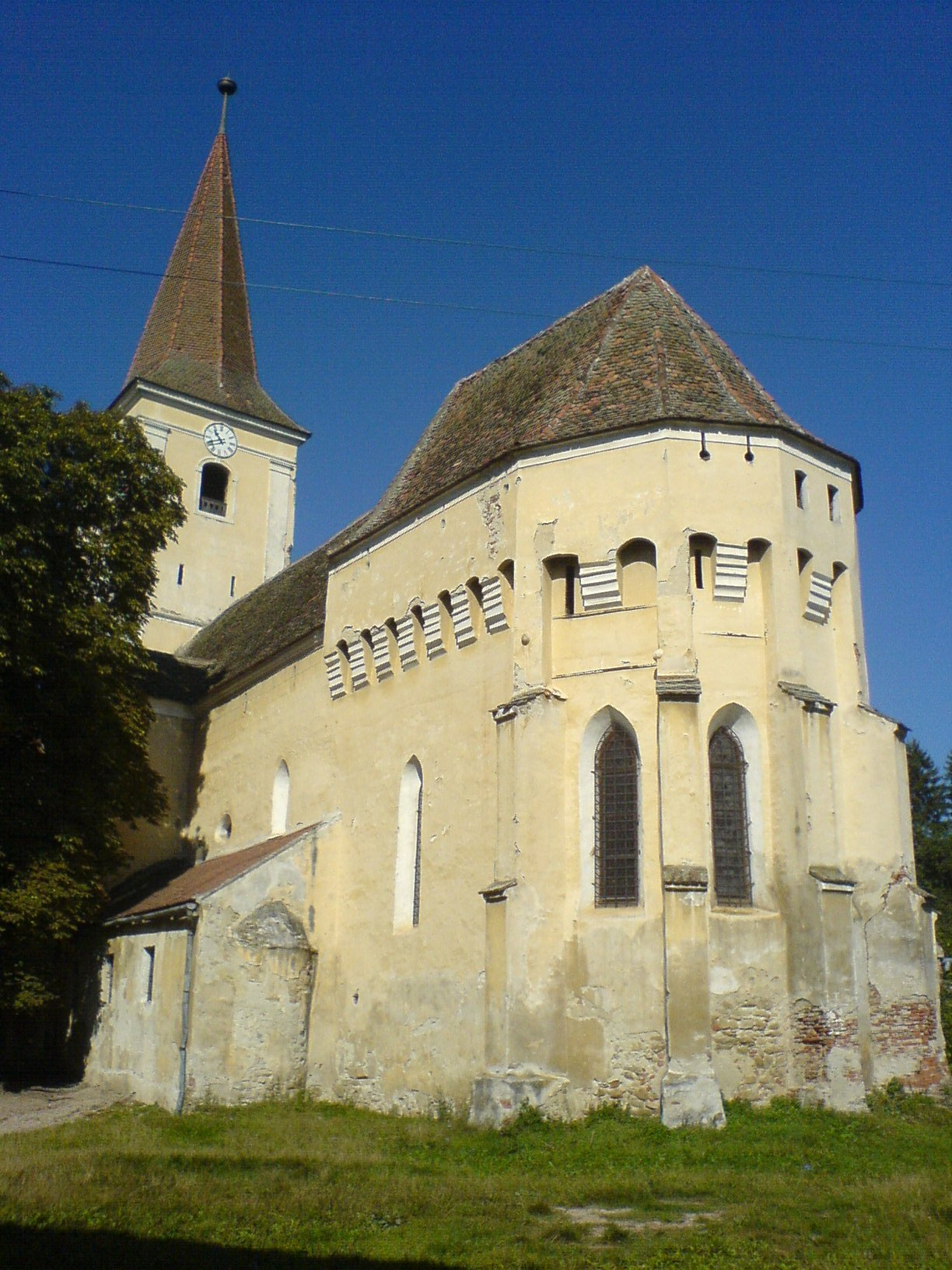
Șura Mare
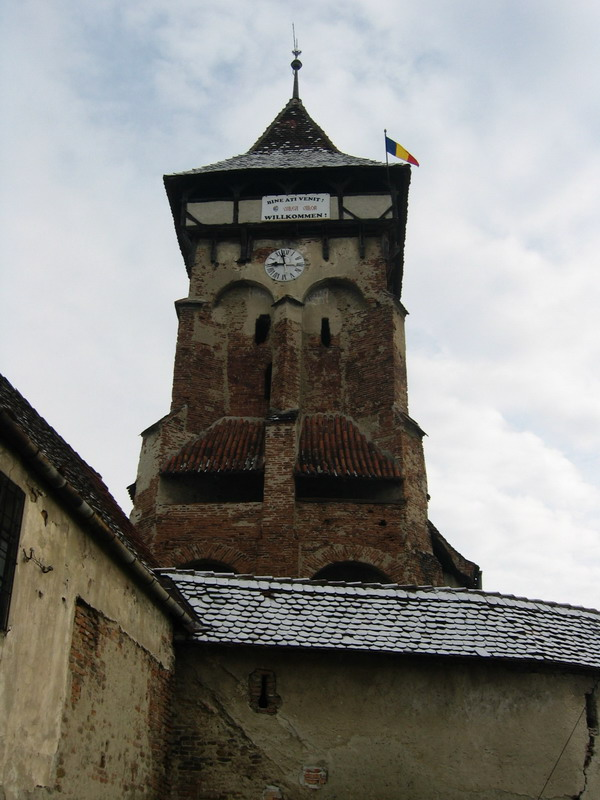
Valea Viilor
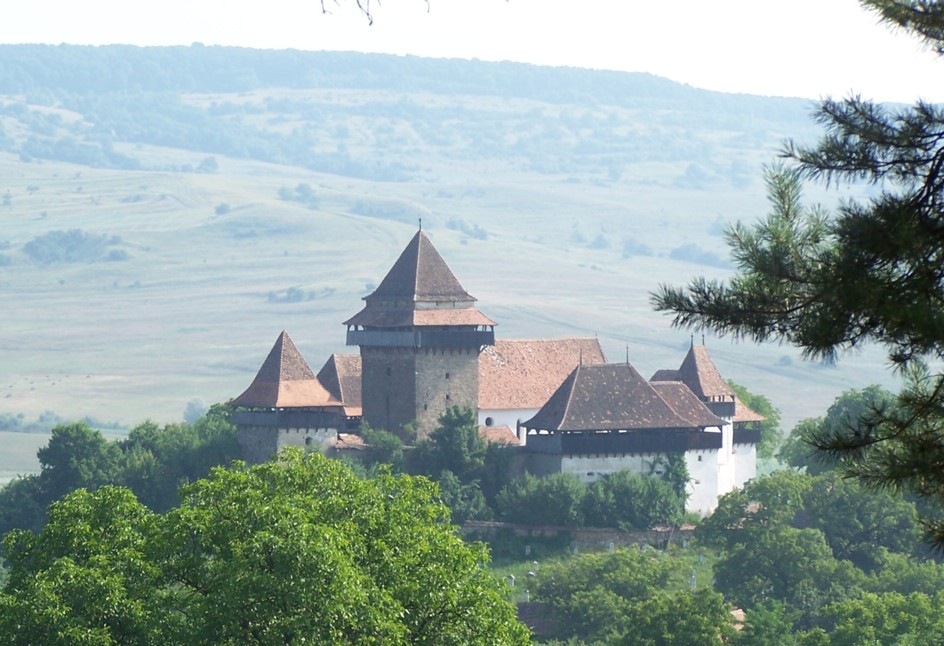
Viscri